# Assedio del Forte d'Ampola
L'assedio del Forte d'Ampola fu tenuto dal Corpo volontari italiani comandato da Giuseppe Garibaldi, fra il 16 ed il 19 luglio 1866, e si concluse con la conquista della importante posizione austriaca che chiudeva la via della val di Ledro, verso Trento.

## Contesto
Allo scoppio della terza guerra di indipendenza, il 23 giugno 1866, ai volontari di Giuseppe Garibaldi, del Corpo volontari italiani, venne comandato di controllare il lungo fronte che divideva la Lombardia dall'Alto Adige e dal Trentino, principalmente attraverso tre vie di penetrazione: il passo dello Stelvio, a nord, il passo del Tonale, al centro, il lago d'Idro, a sud, dove lo stesso generale Garibaldi aveva compito di guidare il grosso dei volontari a penetrare verso Trento (battaglia di Bezzecca).

## L'avanzata garibaldina nel Trentino
Fra il lago d'Idro e il lago di Garda, il confine passava poco a nord del primo, lungo il corso del Caffaro.  Da lì, verso nord si estendono le valli Giudicarie che, lungo il corso del fiume Chiese, consentivano di liberare il lato orientale del passo del Tonale, ovvero scendere su Trento.  Fra i due laghi, d'altra parte, non esisteva altra strada percorribile con artiglierie e la sponda orientale del lago di Garda, d'altra parte, era tenuta dalle fortezze di Verona e dalla superiorità navale austriaca.
Il 3 luglio Garibaldi aveva conquistato prima la forte posizione sul Monte Suello (battaglia di Monte Suello) (nei combattimenti lo stesso generale era stato ferito alla coscia e si muoveva in carrozza), poi i paesi della valle del Chiese (Lodrone, Darzo e Storo sino a Condino), mentre l'avanguardia garibaldina si installò a Cimego, col suo ponte sul Chiese, circa 20 km a nord del Caffaro.

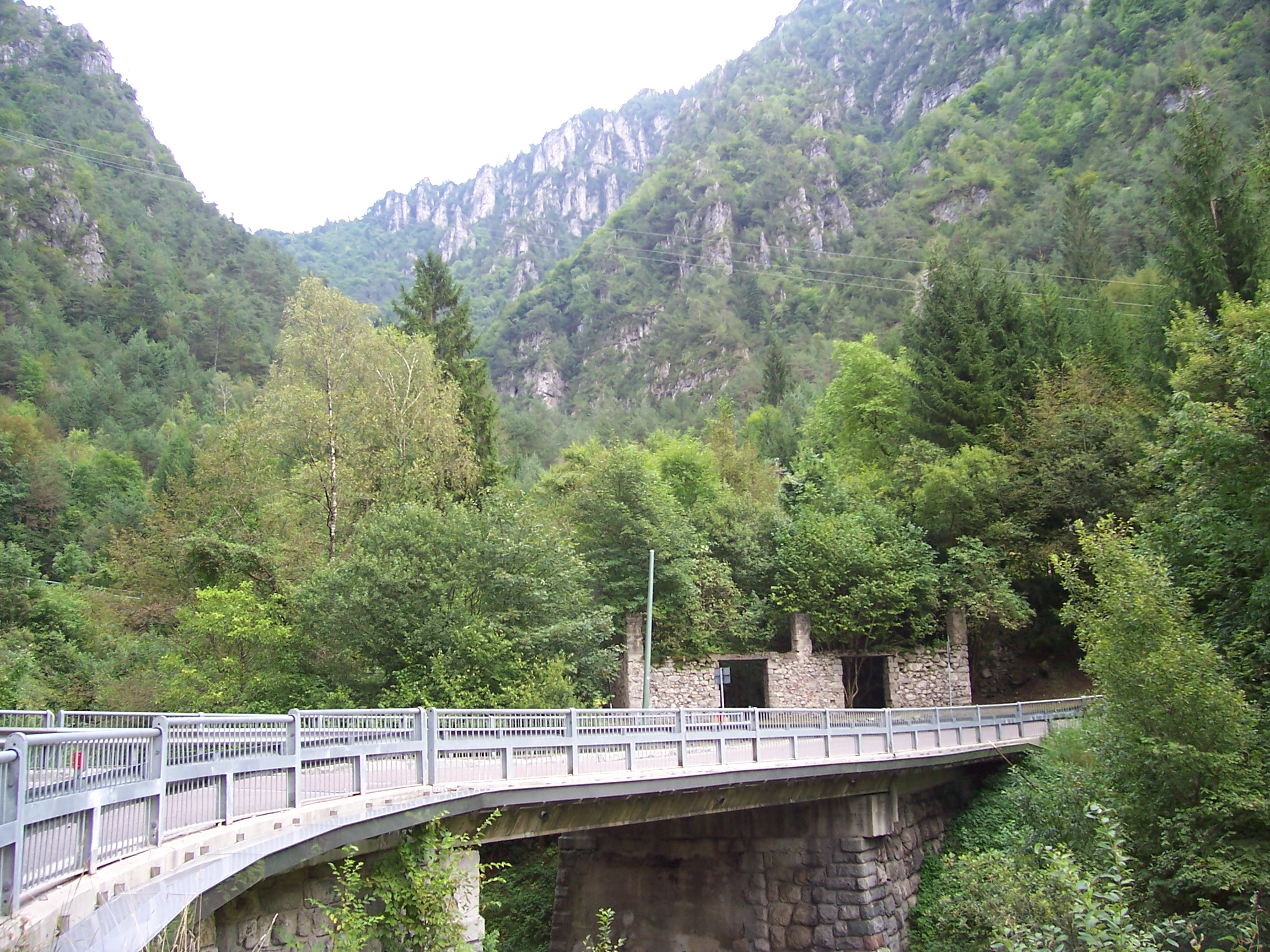
I ruderi dell'ex forte d'Ampola.

Lì aveva sostenuto un importante assalto austriaco, poi rientrato sulle posizioni di partenza (battaglia di Condino).
L'azione di aggiramento austriaca aveva reso chiaro il rischio di proseguire verso nord, lungo le valli Giudicarie, senza prima aver assicurato il fianco destro ed aver neutralizzato il forte di Ampola.
D'altra parte, la presa del forte avrebbe aperto una via alternativa verso Trento: la val di Ledro che, attraverso Tiarno e Bezzecca, porta dal lago di Ledro sino al lago di Garda, consentendo di agganciare (o aggirare) i forti di Riva del Garda, poco più lontano (cfr. Invasione del Trentino (Garibaldi - 1866)).

## L'inizio dell'assedio

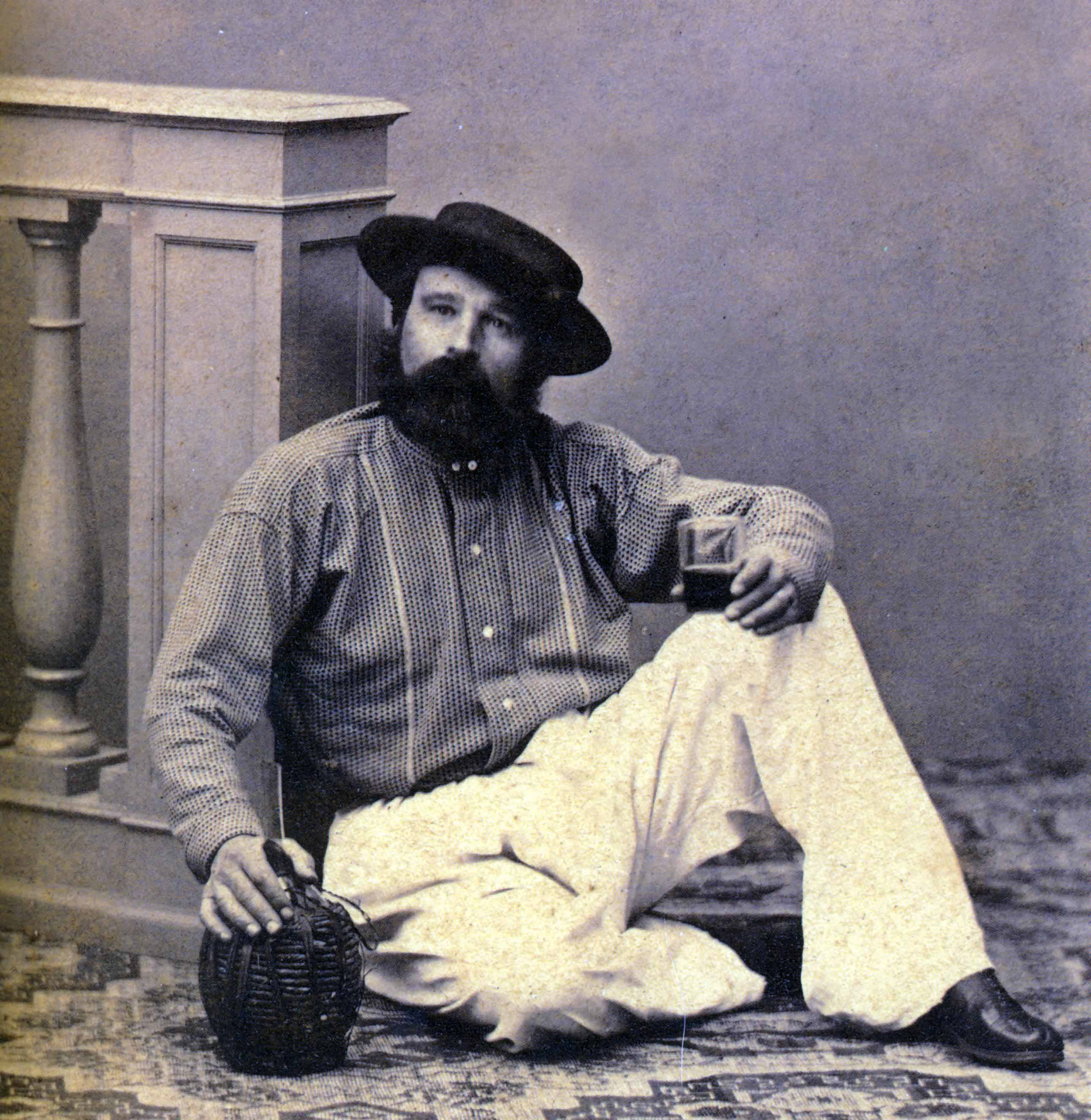
Ritratto del generale Ernesto Haug, comandante la 1ª brigata volontari italiani

Garibaldi si avvalse nelle operazioni di smantellamento del forte dell'aiuto del generale Ernesto Haug, comandante la 1ª brigata volontari italiani (2º Reggimento Volontari Italiani e 7º reggimento). La notte del 16 luglio veniva dunque posto l'assedio al forte da parte delle compagnie del 7º reggimento del colonnello Luigi La Porta mentre il 2º Reggimento marciando dalla Val Vestino, attraverso la valle di Lorina, cercava di penetrare alle spalle del nemico. Il forte posto poco sopra Storo era un ridotto armato di due cannoni per battere la strada proveniente da Storo verso la val d'Ampola.  La guarnigione era costituita da circa 4 ufficiali, e da poco più di 200 soldati, ovvero la guarnigione più una compagnia di cacciatori tirolesi colà rifugiata il 15 luglio.
Il forte era chiuso in una gola circondate dalle alture circostanti: da cima Spessa, posta a meridione del forte, veniva effettuato il bombardamento italiano.  Il 17 si aggiunse una seconda batteria a Rocca Pagana, a settentrione.  Il 19 una terza batteria era in apprestamento su Monte Ginello, a circa 500 passi dal forte.
Nel frattempo i fucilieri italiani, annidatisi sugli speroni all'intorno, tenevano costantemente sotto tiro il forte, tanto che l'intera guarnigione si teneva asserragliata nella casamatta.

## Assalti e sortite
Il 17 luglio un gruppo di 20 volontari tentarono un assalto con il conte tenente Carlo Galleasso in testa, con la sciabola in pugno, nonostante fosse ferito, l'assalto non fu portato a termine per l'evidente difficoltà: le batterie austriache, infatti, non potevano cannoneggiare verso le alture, ma battevano assai bene le vie di accesso al forte.  A sera una pattuglia di 11 austriaci uscita in perlustrazione venne intercettata dagli italiani comandati dal conte tenente Carlo Galleasso, che per l'eroismo dimostrato in questi giorni, fu insignito della medaglia d'argento al valor militare.
Nel frattempo i volontari avevano già raggiunto la media val di Ledro che venne occupata dopo la battaglia di Pieve di Ledro, poco oltre Bezzecca, il 18 luglio.

## La resa del forte

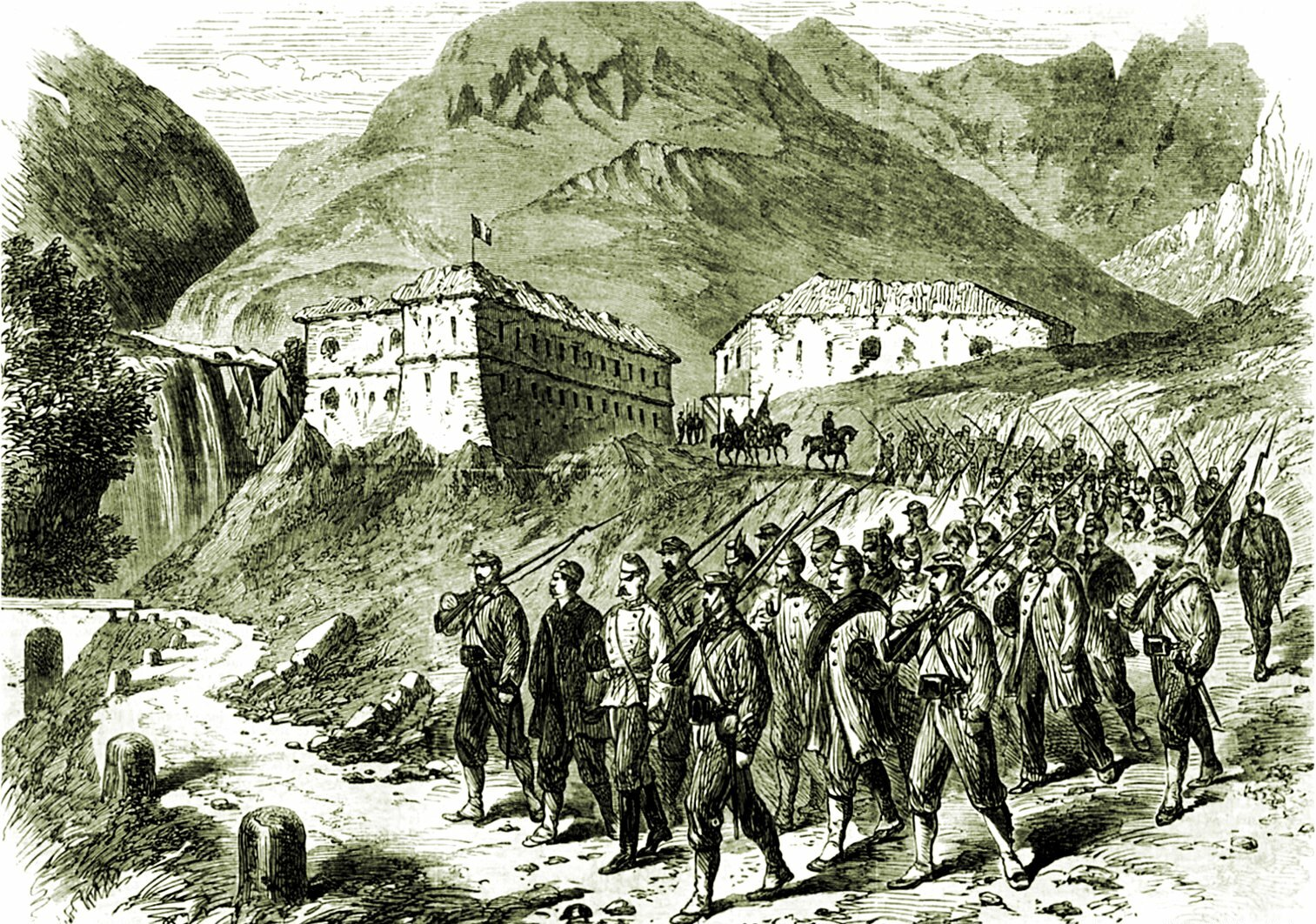
La guarnigione austriaca catturata dai garibaldini dopo la resa del forte

Il 19 luglio, dopo tre giorni di bombardamento, il forte aveva subito gravi danni e numerosi erano i feriti da schegge di granata.  La numerosa truppa, inoltre, era compressa nella casamatta in condizioni sanitarie decisamente degradate.
Alle tre del pomeriggio giunse un parlamentare che comunicò i complimenti da parte di Garibaldi, mostrò all'austriaco la numerosa truppa che circondava il forte, assicurò che il forte non sarebbe stato preso d'assalto, ma distrutto dalle artiglierie e, infine, diede informazione e prova che l'intera val di Ledro era stata occupata dai volontari garibaldini.
I quattro ufficiali concordarono quindi di consegnare il forte: gli ufficiali conservarono la sciabola ed alla truppa che discendeva, prigioniera, la strada di Storo i garibaldini riversarono insulti e fischi.

## Conseguenze

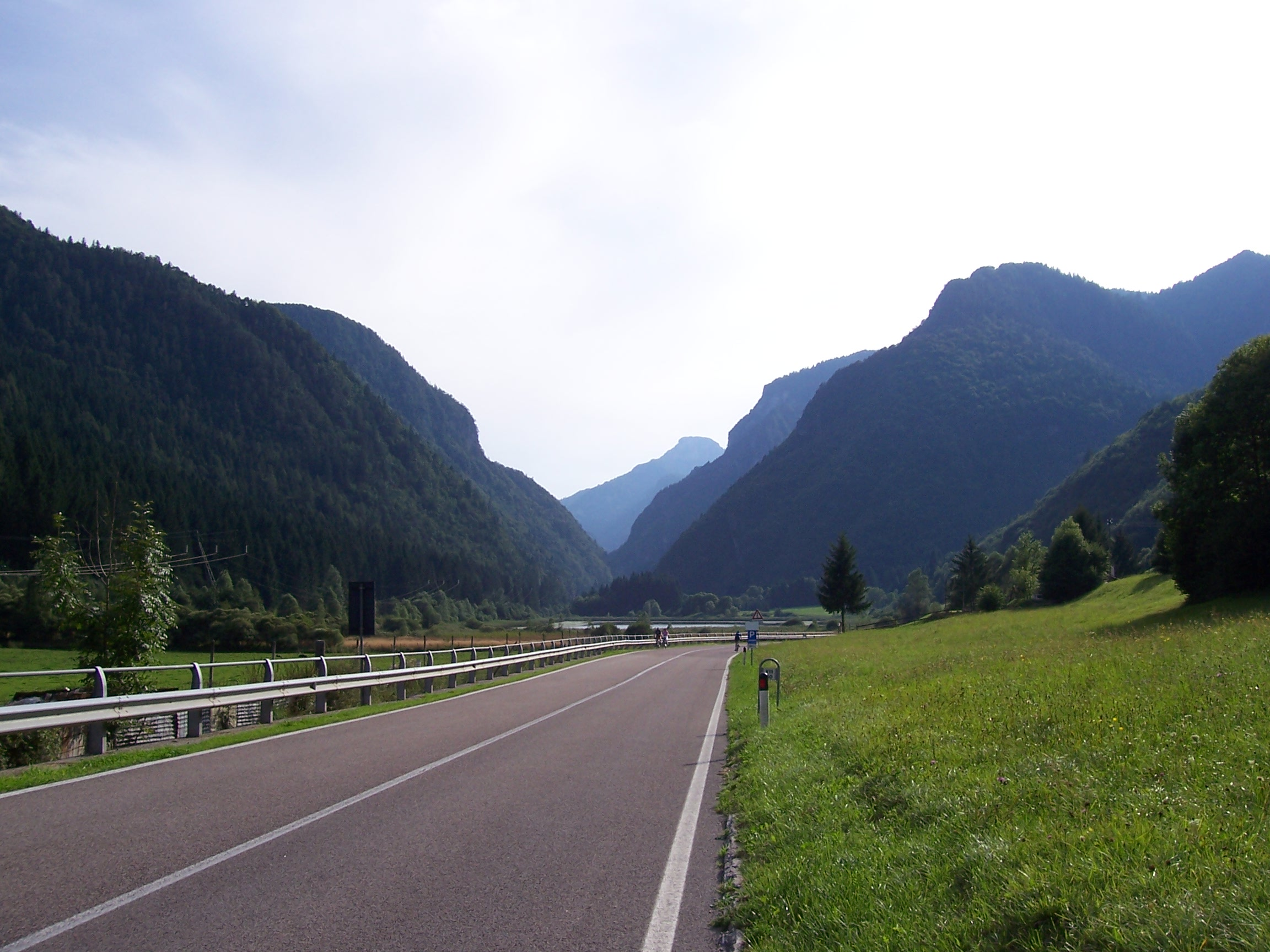
Il lago e la Valle d'Ampola visti da Tiarno di Sopra

I garibaldini avevano così garantita la libera percorrenza sulla strada che dal lago d'Idro portava a Bezzecca nella val di Ledro, e furono in grado di sostenere, due giorni dopo, l'assalto austriaco nella battaglia di Bezzecca.